# Comuna de Pacanów
Pacanów (polaco: Gmina Pacanów) é uma gminy (comuna) na Polónia, na voivodia de Santa Cruz e no condado de Busko. A sede do condado é a cidade de Pacanów.
Conforme os censos de 2004, a comuna tem 7986 habitantes, com uma densidade 64,5 hab/km².

## Área
Estende-se por uma área de 123,89 km², incluindo:
- área agricola: 87%
- área florestal: 2%

## Demografia
Dados de 30 de Junho de 2004:
|                      | Total   | Total | Mulheres | Mulheres | Homens  | Homens |
| -------------------- | ------- | ----- | -------- | -------- | ------- | ------ |
|                      | pessoas | %     | pessoas  | %        | pessoas | %      |
| População            | 7986    | 100   | 4121     | 51,6     | 3865    | 48,4   |
| Densidade (pop./km²) | 64,5    | 100   | 33,3     | 33,3     | 31,2    | 31,2   |

De acordo com dados de 2005, o rendimento médio per capita ascendia a 1502,96 zł.

## Comunas vizinhas
- Łubnice, Mędrzechów, Nowy Korczyn, Oleśnica, Solec-Zdrój, Stopnica, Szczucin